# Попово
Попово (буг. Попово) град је у Републици Бугарској, у северном делу земље, седиште истоимене општине Попово у оквиру Трговишке области.

## Географија
Положај: Попово се налази у северном делу Бугарске. Од престонице Софије град је удаљен 300 km источно, а од обласног средишта, Трговишта град је удаљен 40 km западно.
Рељеф: Област Попова се налази у области побрђа, које се назива Лудогорјем, на приближно 210 метара надморске висине. Град је смештен на валовитом подручју.
Клима: Клима у Попову је конитнентална.
Воде: Попово се налази у поддучју са више мањих водотока.

## Историја
Област Попова је првобитно било насељено Трачанима, а после њих овом облашћу владају стари Рим и Византија. Јужни Словени ово подручеје насељавају у 7. веку. Од 9. века до 1373. године област је била у саставу средњовековне Бугарске.
Крајем 14. века област Попова је пала под власт Османлија, који владају облашћу 5 векова.
1878. године град је постао део савремене бугарске државе. Насеље постоје убрзо средиште окупљања за села у околини, са више јавних установа и трговиштем.

## Становништво
По проценама из 2007. године. Попово је имало око 17.000 ст. Већина градског становништва су етнички Бугари. Остатак су махом Турци и Роми. Последњих деценија град губи становништво због удаљености од главних токова развоја у земљи.
Претежан вероисповест месног становништва је православље, а мањинска ислам.

## Галерија
- Средиште Попова
- Нова црква
- Градски музеј
- Аутобуска станица